# Szeroka (Jastrzębie-Zdrój)
Szeroka (niem. Timmendorf) – sołectwo oraz część miasta Jastrzębie-Zdrój w jego północnym obszarze.
31 grudnia 2021 roku sołectwo miało 2458 mieszkańców.
Sołectwo obejmuje obszar o powierzchni 1026,64 ha, co stanowi 11,6% powierzchni miasta.

## Położenie
Sołectwo położone jest w północnej części miasta. Odpowiada w przybliżeniu niezależnej do 1975 roku wsi. W środkowej części obszaru sołectwa utworzono kolejną jednostkę pomocniczą miasta Osiedle 1000-lecia Szeroka o powierzchni 12,88 ha, która jest enklawą wewnątrz sołectwa Szeroka. Osiedle położone na historycznych terenach Szerokiej nie należy do sołectwa i według danych z 2019 r. zamieszkiwało je 2517 osób.
Sołectwo graniczy od północy i wschodu z sołectwem Borynia, od południa z osiedlami Jastrzębie Górne i Dolne oraz Zofiówka, od zachodu z gminą Mszana powiatu wodzisławskiego (wieś Gogołowa), a od północnego zachodu z gminą Świerklany powiatu rybnickiego (sołectwo Świerklany Dolne), dodatkowo graniczy z osiedlem 1000-lecia Szeroka, będącego enklawą sołectwa.
Przez północną część sołectwa przepływa rzeka Pszczynka.

## Nazwa
W księdze łacińskiej Liber fundationis episcopatus Vratislaviensis (Księga uposażeń biskupstwa wrocławskiego) spisanej za czasów biskupa Henryka z Wierzbna w latach 1295–1305 miejscowość wymieniona jest wśród wsi położonych w pobliżu Żor i Wodzisławia (ville circa Zary et Wladislaviam) w zlatynizownej formie Syroka: Item in Syroka et in Gogolow debent esse LIIII mansi co oznacza, że „również Szeroka i Gogołowa winne płacić dziesięcinę z 54 łanów”. Z kolei w dokumencie księcia raciborskiego Leszka z 6 grudnia 1321 r. Szeroka występuje pod niemiecką nazwą Timmendorf: „[...] vom 6 Dezember 1321 auftretende Notar “Johann von Tymendorf” nich Pfarrer von Timmendorf gewesen sein sollte [...]” oraz „[...] im Jahre 1321, am 6. Dezember in einer Urkunde des Herzogs Lestko von Ratiborein Johann “Tymendorf” als Notaraustritt [...]”. W kolejnym dokumencie bez daty rocznej, wiadomo jedynie, że chodzi o lipiec. Wymieniony został w nim świadek Jan z Szerokiej (Hans v. Timendorf). Wzmianka występuje pomiędzy dokumentami wystawionymi między 27 maja a 19 września 1415 roku, stąd nie ma wątpliwości, że chodzi o rok 1415. Podczas sprawy sądowej, która odbyła się w pobliskich Żorach, jednym ze świadków był Jan z Szerokiej (Hans v. Timendorf): „Ohne Jahr im Juli. Sohrau. – Benusch von der Pudle, Sandsa im Rathiborer Land des Herzogs Johann und die Mannen Ferkatz v. Meserzitz, Mikunday v. Jantzowit, Wernke Schelingra, Hans v. Timendorf, Koselvom Forberge […] Pet. v. Brodke, bekennen, dass Herzog Joh. mit rechtl. Ausspruch erlangt hat die Grenze zwischen Zitna u Markowicz (Rat.) […]”.

## Historia
W dokumencie sprzedaży dóbr pszczyńskich wystawionym przez Kazimierza II cieszyńskiego w języku czeskim we Frysztacie 21 lutego 1517 roku wieś została wymieniona jako Ssiroka.
Wieś należała do powiatu pszczyńskiego do 1954 roku, następnie powiatu rybnickiego. W latach 1945–1954 należała do gminy Pawłowice. W latach 1954–1973 wchodziła w skład gromady Borynia. W latach 1973–1975 miejscowość była siedzibą gminy Szeroka. W 1975 roku wieś została włączona w granice miasta Jastrzębie-Zdrój.
W Szerokiej istniało również muzeum dzwonków (drugie co do wielkości w Polsce).
W 2000 r. odbyło się referendum lokalne, w którym mieszkańcy Boryni, Szerokiej i Skrzeczkowic opowiedzieli się za pozostaniem w granicach miasta Jastrzębie-Zdrój.

## Zabudowa
Z zabytków zachowały się: kościół barokowo-klasycystyczny z końca XVIII wieku, kamienna figura przydrożna Matki Boskiej z Dzieciątkiem z XVIII w. ulokowana na tzw. kopcu szwedzkim oraz późnobarokowa kapliczka przydrożna z XVIII w.
Na jej terenie znajduje się Kopalnia Węgla Kamiennego Borynia (nazwa od pobliskiej dzielnicy Borynia), wydobywająca węgiel koksujący. W dzielnicy znajduje się szkoła gimnazjalna, podstawowa i przedszkole, a także zakład karny (w czasie stanu wojennego ośrodek internowania wielu działaczy opozycyjnych) i schronisko dla psów. Inne obiekty i inicjatywy społeczne: OSP, Oaza (Ruch Światło-Życie), LKS Żar Szeroka (piłka nożna), UKS ROMI (piłka ręczna), hala sportowa (mecze siatkówki – Jastrzębski Węgiel) oraz dom kultury, w którym odbywają się co roku obchody Barbórki.

## Kultura
We wsi urodził się Henryk Sławik, wsławiony uratowaniem tysięcy Polaków, w tym Żydów, w czasie II wojny światowej, za co został uhonorowany odznaczeniem Sprawiedliwy wśród Narodów Świata. Jest patronem tutejszej szkoły podstawowej, a tablica z jego imieniem znajduje się na budynku szkoły, do której uczęszczał.

## Podział
W obrębie sołectwa znajdują się następujące jednostki osadnicze, przysiółki:
- Dubielec
- Ludwikówka
- Odpolany